# Anochetus obscuratus
Anochetus obscuratus es una especie de hormiga carnívora del género Anochetus, categorizada en la tribu Ponerini, de la subfamilia Ponerinae. Fue descrita por Santschi en 1911.

## Distribución
Se distribuye por África: República Centroafricana, República Democrática del Congo, Gabón, Guinea, Kenia, Tanzania y Uganda.

## Hábitat
Habita en el bosque primario y montano, la selva tropical, en la hojarasca y sobre troncos podridos. Se ha encontrado a elevaciones de 420 hasta 1500 m s. n. m.